# Murphy (roman)
Pour les articles homonymes, voir Murphy.
 (décembre 2023).
Si vous disposez d'ouvrages ou d'articles de référence ou si vous connaissez des sites web de qualité traitant du thème abordé ici, merci de compléter l'article en donnant les références utiles à sa vérifiabilité et en les liant à la section « Notes et références ».
Murphy est le premier roman publié par Samuel Beckett, en 1938. Il a été traduit en français en 1951. Il se déroule entre l'Angleterre et l'Irlande et porte le nom de son personnage éponyme.
Vers la fin du roman se déroule est une partie d'échecs originale dans un hôpital psychiatrique : les adversaires ne sont jamais face à face (le patient jouant avec Murphy ne vient dans la salle où se trouve le jeu que lorsque Murphy en est sorti pour effectuer sa ronde), et les coups joués respectent les règles, mais sont tout à fait farfelus. 
La partie est reconstituée entièrement selon les conventions de notation en vigueur, y compris les notes explicatives en fin de partie. Il est difficile de ne pas sourire en la reconstituant sur un échiquier.[réf. souhaitée] Le nom du personnage pourrait d'ailleurs s'inspirer d'un joueur fameux du XIXe siècle, Morphy[réf. nécessaire].